# Пастка для жар-птиці
«Пастка для жар-птиці» — детективний роман української письменниці Ірен Роздобудько. У 2000 році був виданий під назвою «Мерці». Отримав друге місце на конкурсі «Коронація слова» в номінації «Роман». У 2007 та 2010 році перевидавався під оригінальною назвою.